# Liochirus
Liochirus cycloderus es una  especie de coleóptero adéfago de la familia Carabidae y el único miembro del género monotípico Liochirus.